# Peter Bleser

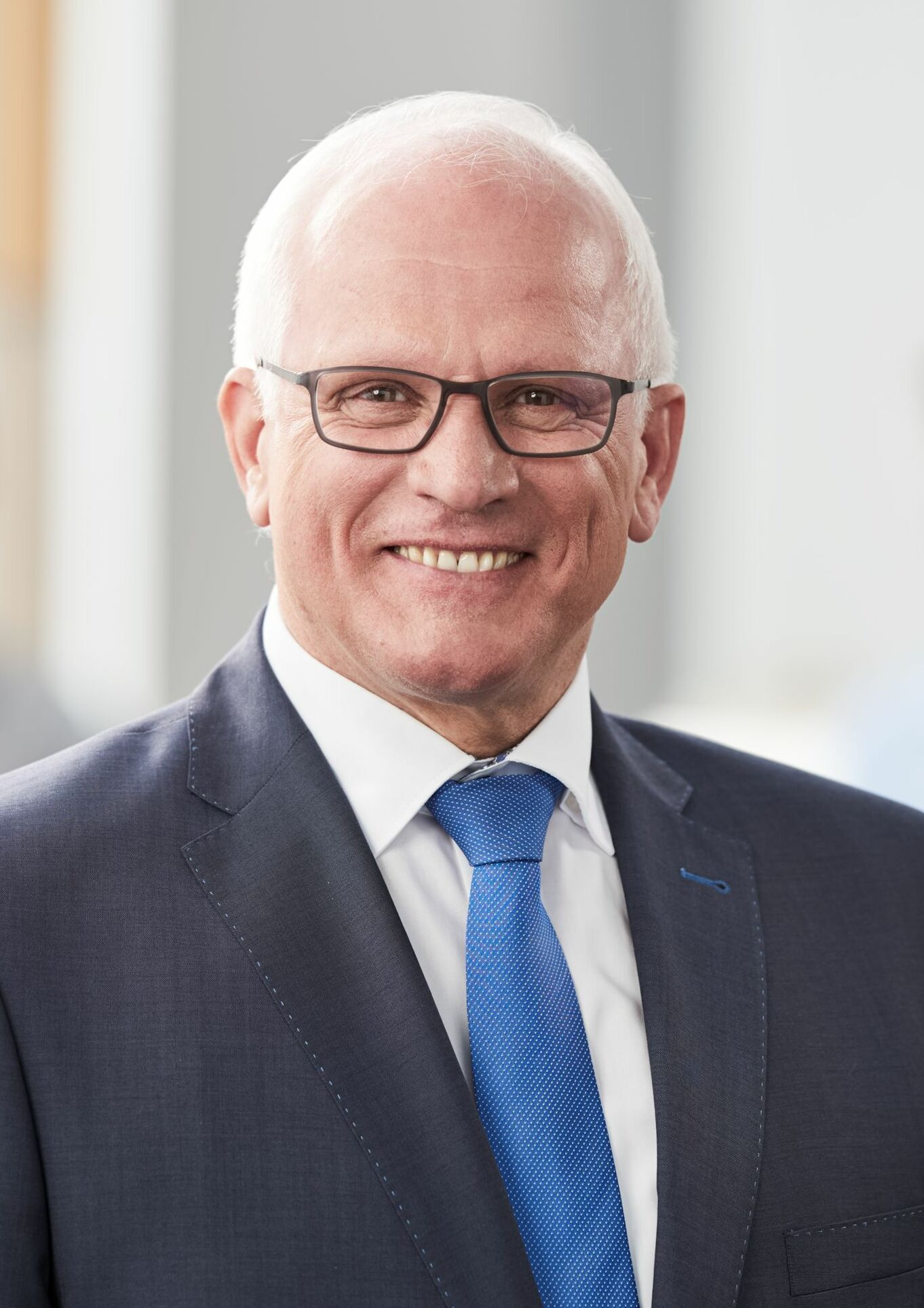
Peter Bleser (2017)

Peter Bleser (* 23. Juli 1952 in Brachtendorf) ist ein deutscher Politiker (CDU) und Landwirtschaftsmeister. Bleser war von 1990 bis 2021 Mitglied des Deutschen Bundestages für den Wahlkreis Mosel/Rhein-Hunsrück.
Im November 2017 hob der Bundestag zeitweise seine Immunität wegen Verdachts der Untreue auf. Bleser stand im Verdacht, als früherer Schatzmeister seiner Partei undeklarierte Spenden des früheren Agenten Werner Mauss angenommen zu haben.
Von 2011 bis 2018 war Bleser Parlamentarischer Staatssekretär im Bundesministerium für Ernährung und Landwirtschaft. Er war von 2005 bis Februar 2011 Vorsitzender der Arbeitsgruppe Ernährung, Landwirtschaft und Verbraucherschutz der CDU/CSU-Bundestagsfraktion.

## Leben und Beruf
Nach dem Besuch der Volksschule Brachtendorf von 1959 bis 1967 absolvierte Bleser von 1967 bis 1970 eine Ausbildung zum Landwirtschaftsgehilfen im Betrieb seiner Eltern.
1971/72 und 1977/78 besuchte er die Landwirtschaftliche Fachschule Mayen und legte 1978 die Meisterprüfung zum Landwirtschaftsmeister ab. Mit bereits 16 Jahren übernahm er den Betrieb seiner Eltern als selbstständiger Landwirt. Später übergab er diesen zwischenzeitlich an seinen Sohn.
Peter Bleser ist seit 1974 verheiratet, hat zwei Töchter und einen Sohn. Er ist römisch-katholischer Konfession.

## Politik

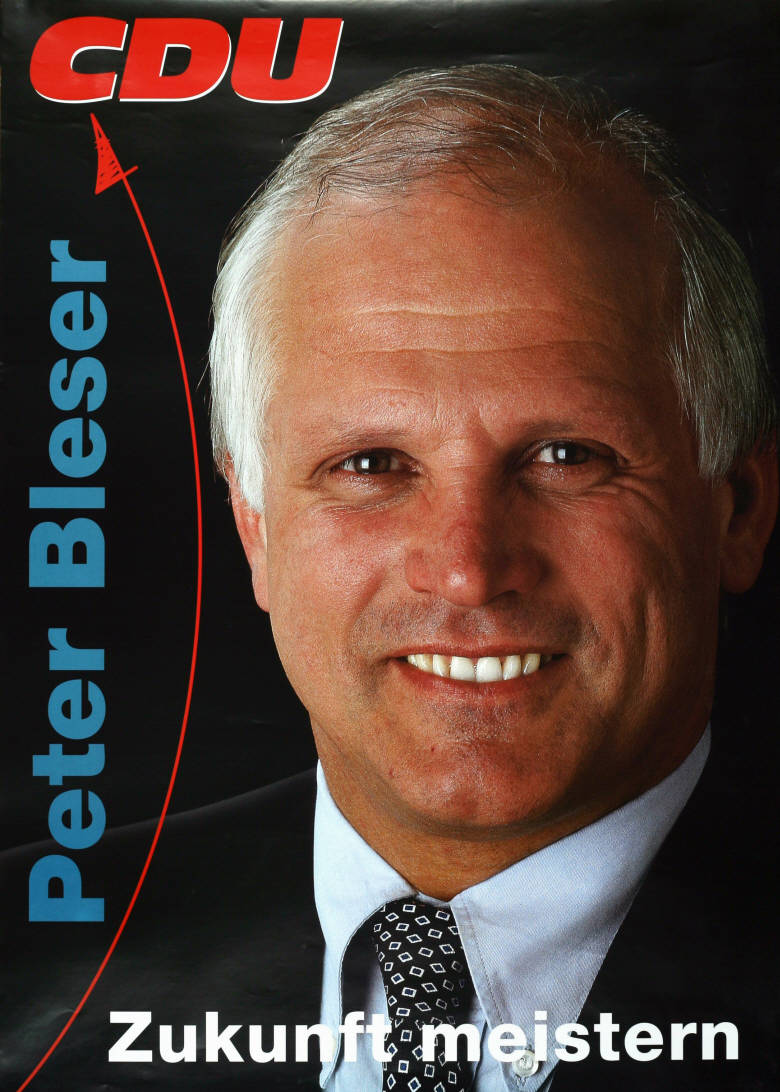
Bleser auf einem CDU-Wahlplakat, 1998

Bleser wurde 1970 Mitglied der Jungen Union und der CDU. 1975 bis 1979 stieg er zum JU-Gemeindeverbandsvorsitzenden Kaisersesch auf. Von Februar bis März 1987 war Peter Bleser kurz Mitglied des Landtages Rheinland-Pfalz. Von 1984 bis 1991 war er Mitglied des Gemeinderates Brachtendorf sowie 1994 bis 2011 Mitglied im Verbandsgemeinderat Kaisersesch. Seit Juni 2014 ist er erneut Mitglied im Verbandsgemeinderat Kaisersesch. Von 1992 bis 2006 war er Vorsitzender des CDU-Kreisverbandes Cochem-Zell, wo er bereits seit 1979 Mitglied des Kreistages ist. Von 2004 bis 2014 war er Vorsitzender des Bundesfachausschusses Ernährung und Landwirtschaft der CDU. Am 1. Juli 2024 wurde er zum Ortsbürgermeister von Brachtendorf gewählt.

### Undeklarierte Parteispenden
Im Juli 2006 wurde er zum Schatzmeister des CDU-Landesverbandes Rheinland-Pfalz gewählt. Am 9. November 2016 kündigte Bleser an nicht mehr für dieses Amt zu kandidieren. Hintergrund sind die anonymen Spenden des Agenten Werner Mauss an den CDU-Kreisverband Cochem-Zell. In diesem Zusammenhang hob der Bundestag im November 2017 zeitweise die Immunität von Bleser auf, weil die Staatsanwaltschaft Koblenz gegen ihn wegen des Verdachts der Untreue ermittelt wurde. Dabei durchsuchte die Staatsanwaltschaft auch seine Räumlichkeiten und die seines Landesverbandes im Konrad Adenauer Haus in Berlin. Im Sommer 2022 akzeptierte er einen Strafbefehl des Amtsgerichts Cochem wegen Untreue und des Verstoßes gegen das Parteiengesetz.

### Bundespolitik
Seit 1990 war Bleser Mitglied des Deutschen Bundestages. Bei allen sieben Wahlen wurde er als Abgeordneter des Wahlkreises Cochem (1990, 1994, 1998) und Mosel/Rhein-Hunsrück (2002, 2005, 2009, 2013 und 2017) direkt gewählt. Bei der Bundestagswahl 2013 erreichte er 53,6 Prozent der Erststimmen und 2017 44,1 Prozent. Bei der Bundestagswahl 2021 trat Bleser nicht erneut an und schied mit Ende der Legislaturperiode am 26. Oktober 2021 aus dem Parlament aus.
Von 1990 bis 1998 war er ordentliches Mitglied des Ausschusses für die Angelegenheiten der Europäischen Union. Von 1990 bis 2002 war er stellvertretendes Mitglied im Verteidigungsausschuss. Von 1990 bis 2011 war er ordentliches Mitglied im Ausschuss für Ernährung, Landwirtschaft und Verbraucherschutz.
Zudem war er Mitglied der Deutsch-Russischen Parlamentariergruppe, der Deutsch-Französischen Parlamentariergruppe und der Deutsch-Brasilianischen Parlamentariergruppe. Aktuell ist er stellvertretender Vorsitzender der Deutsch-Ukrainischen Parlamentariergruppe.
Von 2003 bis 2005 war Bleser tierschutzpolitischer Sprecher der CDU/CSU-Bundestagsfraktion.
Von 2005 bis 2011 war er Vorsitzender der Fraktionsarbeitsgruppe Verbraucherschutz, Ernährung und Landwirtschaft bzw. seit November 2005 Ernährung, Landwirtschaft und Verbraucherschutz und damit auch agrarpolitischer Sprecher der CDU/CSU-Fraktion. Als solcher ist Bleser einer der profiliertesten Befürworter der grünen Gentechnik im Bundestag.
Von 2011 bis März 2018 war Peter Bleser Parlamentarischer Staatssekretär im Bundesministerium für Ernährung und Landwirtschaft (ehemals: Bundesministerium für Ernährung, Landwirtschaft und Verbraucherschutz). Als solcher leitete er seit 2014 den Staatssekretärsstab des Bundes zur Koordinierung der Förderpolitik für den ländlichen Raum. Dieser bringt Staatssekretäre aus Wirtschafts-, Gesundheits-, Bau-, Verkehrs-, Innen- und Landwirtschaftsministerium zusammen.
Am 22. November 2017 beschloss der Bundestag einstimmig, die Immunität Blesers aufzuheben, da die Staatsanwaltschaft gegen ihn im Zusammenhang mit der Spendenaffäre um den Ex-Geheimagenten Werner Mauss wegen möglicher Untreue und Verstoßes gegen das Parteiengesetz ermittelt.
Im September 2013 wurde er zum Vorsitzenden der CDU-Landesgruppe Rheinland-Pfalz in der CDU/CSU-Bundestagsfraktion gewählt. In diesem Amt wurde er 2017 von Patrick Schnieder abgelöst. Außerdem war Bleser im Bundestag ordentliches Mitglied im Ausschuss für Wirtschaft und Energie und gehörte dem Unterausschuss für Regionale Wirtschaftspolitik und ERP-Wirtschaftspläne an.

## Politische Positionen
Peter Bleser gilt als Lobbyist für die industrielle Landwirtschaft; er befürwortet die Nutzung von Gentechnik. Umweltverbände kritisierten mehrfach Blesers Verbindungen zur Agrarindustrie.

## Mitgliedschaften und Nebentätigkeiten
Peter Bleser war von 1885 bis 1992 Kreisvorsitzender des Bauern- und Winzerverbandes Cochem-Zell. Von 1990 bis 2000 war er Präsidiumsmitglied des Bauern- und Winzerverbandes Rheinland-Nassau e. V. Von 1987 bis 1999 war er Mitglied der Landwirtschaftskammer Rheinland-Pfalz. Von 1999 bis 2009 war er Vorsitzender des Aufsichtsrates der Wirtschaftsförderungsgesellschaft Region Kaisersesch mbH. Von 2007 bis 2011 Mitglied des Vorstandes der Fachagentur Nachwachsende Rohstoffe e. V.
Als Nebentätigkeit übte Bleser den Vorsitz des Aufsichtsrates der Raiffeisen Waren-Zentrale Rhein-Main von 1996 bis 2011 aus. Dieses Mandat legte er aber vor der Ernennung zum Parlamentarischen Staatssekretär nieder. Kurz nach der Berufung wurde in der TAZ darüber berichtet, dass er seine Tätigkeit im Kuratorium der Heinz-Lohmann-Stiftung bei der Bundestagsverwaltung nicht angemeldet hatte, obwohl die Verhaltensregeln dies vorsahen. Auch war er seit 1981 Mitglied und 1994 bis 2001 Vorsitzender des Aufsichtsrats der Raiffeisenbank Kaifenheim eG und 2001 bis 2011 Vorsitzender des Aufsichtsrats der Raiffeisenbank Kaisersesch-Kaifenheim eG. Von 2008 bis 2011 war er Mitglied im Präsidium des Deutschen Raiffeisenverbandes als Repräsentant des bäuerlichen Berufsstandes.